# دیسپر (دی‌سی کامیکس)
دیسپر (به انگلیسی: Despair of the Endless) یک شخصیت خیالی در کتاب‌های کامیک آمریکایی منتشر شده توسط دی‌سی کامیکس است. این شخصیت توسط نویسنده نیل گیمن و طراح مایک درینگن‌برگ خلق شده است که برای اولین بار در شمارهٔ ۱۰ از دومین نسخه مجموعه کمیک سندمن (نوامبر ۱۹۸۹) حضور پیدا کرد. او یکی از هفت اِندلِس (بی‌پایان)، خواهر دوقلوی دیزایر و همانند دیگر اعضای خانواده اندلس نه مخلوقی فانی و نه خدا به‌شمار می‌رود و به عنوان تجسم نومیدی و وحشت تصویر می‌شود.
دانا پرستون هنرپیشه بریتانیایی نقش این شخصیت را در مجموعهٔ تلویزیونی سندمن در نتفلیکس ایفا می‌کند.

## زندگینامه ساختگی شخصیت
دیسپر اغلب به شکل زنی چاق، عریان، کوتاه‌قد، خاکستری رنگ، دارای موهای مشکی و دندان‌های تیز تصویر می‌شود. صدایش کمی بیش از یک زمزمه به گوش می‌رسد و بدنش دارای هیچ رایحه‌ای نمی‌باشد، اما سایه‌اش بوی مشک تند و تیزی، همانند پوست مار می‌دهد. او لباس بر تن نمی‌کند و تنها زینتی که با خود حمل می‌کند حلقه‌ای با یک قلاب ماهیگیری تیز بر روی آن است که از آن برای پاره کردن گوشت بدن خود، همانند گسستن قلب انسان‌های فانی برای غوطه‌ور شدن در قلمرو خود استفاده می‌کند. سرزمین دیسپر همانند خودش خاکستری رنگ است و پر از پنجره‌های آینه‌ای شکل است که بر روی دنیای فانی باز شده، مکانی که او به تماشای مخلوقاتی می‌پردازد که وارد تاریکترین نقطه زندگی خود می‌شوند. زمین آن نیز اغلب با مه پوشیده شده است و موش‌های صحرایی (حیوانات خانگی او) در آن پرسه می‌زنند. او بسیار کم سخن می‌گوید و فردی صبور است، در نتیجه تا اندازه‌ای بی‌ادب به نظر می‌رسد.
در اواخر مجموعه سندمن بدین مسئله اشاره شد که این دومین جنبه از شخصیت دیسپر است و شخصیت پیشین او نخستین فرد در خانواده اندلس به شمار می‌رفت که نابود شده بود. دلیل و چگونگی این مسئله مشخص نیست، اما همچنین بیان شده است که جنبهٔ دیگری از یکی از ما دوباره برای این مقام و موقعیت فرض شده است. به طور دقیق مشخص نیست که آیا این شخصیت دیسپر همانند دنیل هال، مخلوق دیگری است که تبدیل به یکی دیگر از تجسم‌های اندلس شده است یا به طور کلی یکی دیگر از اندلس‌ها محسوب می‌شود که تبدیل به شخصیت دیسپر شد. اطلاعات ناچیزی دربارهٔ اولین دیسپر در دسترس است بجز آنچه که تنها یکبار در صحبت‌هایی در صحنهٔ یک فلاش‌بک در داستان کوتاه قلب یک ستاره آورده شد، که در مجموعه سندمن: شب‌های بی‌پایان موجود است. با این حال به غیر از یک تفاوت جزئی (کمی قد بلندتر و دارای خالکوبی با خطوط پیچیده قرمز رنگ بر روی پوست بدن)، می‌توان فرض را بر این گرفت که رفتار و روابط او بسیار شبیه به جانشینش است.
دیسپر خواهر دوقلوی دیزایر است و با هم رابطهٔ خوبی دارند، و اغلب در کنار یکدیگر به صحبت می‌پردازند اما او نیز همانند دیزایر از خانواده خود فاصله می‌گیرد، هرچند به نظر می‌رسد تا حدودی دارای احساس در مقابل خواهر کوچکش دلیریوم است و همچنین به نظر می‌رسد دیسپر علاقه زیادی به برادر بزرگش دیستراکشن دارد، به اندازه‌ای که حتی حاضر به انحراف دیگر برادرش دیریم، برای به گردن گرفتن احساس گناه در مقابل دیستراکشن شد، پس از اینکه او وظیفه و مأموریتش را رها کرد. در سدهٔ ۱۹ میلادی در سان فرانسیسکو، دیسپر برادرش دیریم را در مسابقه‌ای بر سر یک سرمایه‌دار ورشکسته به مبارزه طلبید، تا مشخص شود کدام یک از آن‌ها سلطهٔ بیشتری بر روی زندگی انسان‌های فانی دارند. دیریم به جاشوا آبراهام نورتون، رویای بودن امپراتور نورتون I را داد، که مانع از سقوط او به اعماق نومیدی (دیسپر) گشت.